# Nora Aunor

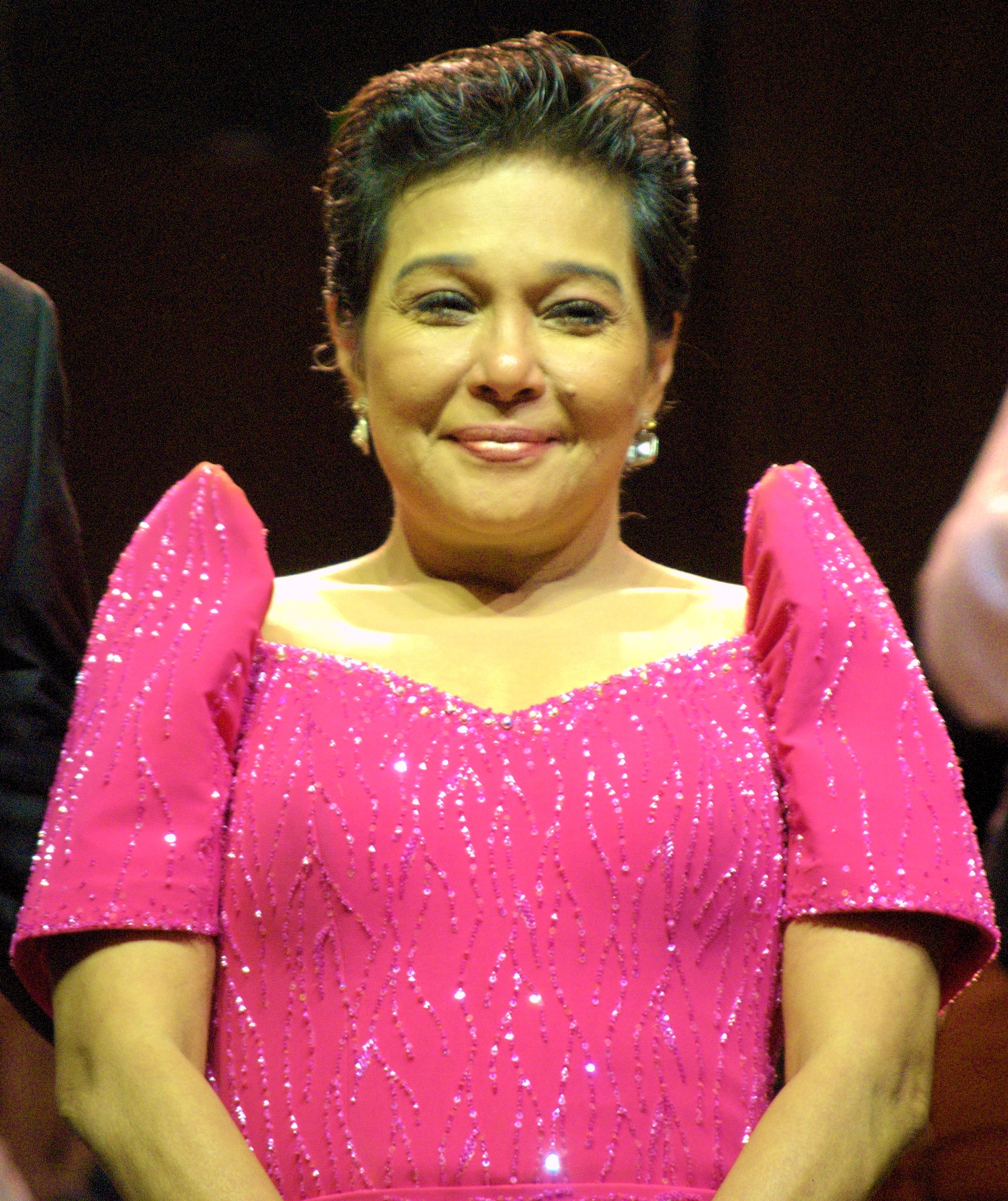
Nora Aunor.

Nora Villamayor y Cabaltera (Iriga, Camarines Sur, 21 de mayo de 1953 – Pásig, 16 de abril de 2025), conocida artísticamente como Nora Aunor, fue una actriz, cantante y productora filipina. Aunor también participó en varias obras de teatro, televisión y conciertos.

## Biografía
Fue considerada como la "Superestrella de Filipinas dentro de la Industria de Entretenimiento". Fue la única actriz de cine que recibió el Centenario de Honor de Artes, otorgado por el Centro Cultural de Filipinas en 1999. Desde finales de la década de los años 1960, Nora Aunor protagonizó en más de 170 películas y también recibió tres trofeos de nominaciones, siendo reconocida como la mejor actriz internacional. Esto se debe a sus numerosas obras de actuaciones, dentro de la industria artística cinematográfica y musical. Sus películas han sido nominadas para festivales internacionales, incluyendo entre las más importantes como la de Cannes, Berlín, Moscú, Nueva York, Chicago, Hawái, Toronto, Róterdam, Fukuoka, El Cairo, Nantes, Penang y Bruselas. Ella participó en el cine con famosas estrellas del espectáculo, entre ellos el actor y cantante Tirso Cruz III, pues en la década de los años 1970 y 1980, ambos artistas participaron en una famosa película titulada "Guy y Pip". Nora, en varias y otras películas que participó, han sido taquillas de éxito. Entre ellos en las películas como "Dios sonrió a mí", "Guy y Pip" y "Hasta que nos reunamos de nuevo". Uno mayores equipos del Cine Filipino, ha creado un personaje dedicada a Nora, una muñeca llamada "María Teresa Leonora".

## Espectáculos televisivos
| Año  | Título                                 | Género                                   |
| 2002 | Bituin / Channel 2                     | Soap Opera                               |
| 2002 | Nora Mismo / Channel 4                 | Public Service Program                   |
| 1995 | SUPERSTAR: Beyond Time / Channel 4     | Espectáculo musical                      |
| 1995 | Nora / Channel 5                       | Drama Anthology                          |
| 1994 | Modern Romances / Channel 7            |                                          |
| 1993 | Spotlight on Nora / Channel 7          | Drama Anthology                          |
| 1992 | Star Drama Presents — NORA / Channel 2 | Drama Anthology                          |
| 1990 | Superstar — The Legend / Channel 13    | Musical                                  |
| 1984 | La Aunor / Channel 9                   |                                          |
| 1974 | Makulay na Daigdig ni Nora / Channel 2 | Drama                                    |
| 1975 | Superstar / Channel 9                  | The Longest running musical-variety show |
| 1974 | The Nora Aunor Show / Channel 4        | Variety show                             |
| 1969 | Nora-Eddie Show / Channel 9            | Espectáculo musical                      |
| 1968 | Oras ng Ligaya / Channel 3             |                                          |

## Programas de radio
- Fiesta Extravaganza (DZXL)
- Operetang Putol-putol (DZXL)

## Campo de formación
| Año   | Título                  | Productora                                      |
| ----- | ----------------------- | ----------------------------------------------- |
| 1991, | Minsa'y Isang Gamu-Gamo | PETA (Philippine Education Theater Association) |
| 1993, | DH (Domestic Helper)    | PETA (Philippine Education Theater Association) |
| 1994, | Tojan Women             |                                                 |

### Premios internacionales
| Año  | Nombre del premio            | Festival que lo otorga                                                                                   | Premio       |
| 2004 | Naglalayag                   | Festival de Cine Independiente de Bruselas (Belgium)                                                     | Mejor actriz |
| 1997 | Bakit May Kahapon Pa         | Premio de Cine y Televisión del Este de Asia(Malaysia)                                                   | Mejor actriz |
| 1995 | The Flor Contemplacion Story | Festival Internacional de cine de El Cairo Archivado el 26 de febrero de 2018 en Wayback Machine.(Egypt) | Mejor actriz |

### Premios en Filipinas
FAMAS
| Año  | Nombre del premio              | Premio concreto                   |
| 1976 | Tatlong Taong Walang Diyos     | Mejor actriz                      |
| 1979 | Ina Ka ng Anak Mo              | Mejor actriz                      |
| 1984 | Bulaklak ng City Jail          | Mejor actriz                      |
| 1989 | Bilangin ang Bituin sa Langit  | Mejor actriz                      |
| 1990 | Andrea, Paano Maging Isang Ina | Mejor actriz                      |
| 1991 | Special Citation               | Mejor actriz del Salón de la Fama |
| 1995 | Special Citation               | Círculo de Excelencia             |

Gawad Urian
| Año  | Título en el cine              | Premio                                         |
| 1976 | Tatlong Taong Walang Diyos     | Mejor actriz                                   |
| 1980 | Bona                           | Mejor actriz                                   |
| 1989 | Bilangin ang Bituin sa Langit  | Mejor actriz                                   |
| 1990 | Andrea, Paano Maging ISang Ina | Mejor actriz                                   |
| 1991 | Special Citation               | Mejor actriz of the Decade (1980s)             |
| 1995 | The Flor Contemplacion Story   | Mejor actriz                                   |
| 1996 | Bakit May Kahapon Pa?          | Mejor actriz                                   |
| 2001 | Special Citation               | Mejor actriz de la década de los 90 (siglo XX) |

Filmes Académicos de las Filipinas
| Año  | Título en el cine              | Premio                               |
| 1989 | Bilangin ang Bituin sa Langit  | Mejor actriz                         |
| 1990 | Andrea, Paano Maging Isang Ina | Mejor actriz                         |
| 1991 | Ang Totoong buhay ni Pacita M. | Mejor actriz                         |
| 1993 | Special Citation               | Premio a su carrera cionematográfica |
| 1995 | The Flor Contemplacion Story   | Mejor actriz                         |

Premios Estrella
| Año  | Título en el cine              | Premio                                         |
| 1984 | Merika                         | Best Actress                                   |
| 1990 | Andrea, Paano Maging Isang Ina | Mejor actriz                                   |
| 1991 | Ang Totoong Buhay ni Pacita M. | Mejor actriz                                   |
| 1994 | Special Citation               | Mejor actriz de la década de los 80 (siglo XX) |
| 1995 | The Flor Contemplacion Story   | Mejor actriz                                   |
| 2004 | Special Citation               | Best Actress of the Decade (1990s)             |

- Nora ha recibido una estrella del paseo filipino conocido como Movie Press Club (PMPC).

Metro Manila Film Festival
| Año  | Título en el cine              | Premio                         |
| 1978 | Atsay                          | Mejor intérprete               |
| 1979 | Ina Ka ng Anak Mo              | Mejor actriz                   |
| 1982 | Himala                         | Mejor actriz                   |
| 1984 | Bulaklak ng City Jail          | Mejor actriz                   |
| 1990 | Andrea, Paano Maging Isang Ina | Mejor actriz                   |
| 1991 | Ang Totoong buhay ni Pacita M. | Mejor actriz                   |
| 1992 | Special Citation               | Gawad ng Natatanging Pagkilala |
| 1992 | Muling Umawit ang Puso         | Mejor actriz                   |

Manila Films en el Festival
| Year | Title of the Movie | Award        |
| 2004 | Naglalayag         | Best Actress |

Católica Mass Media premios
| Año  | Título en el cine       | premio        |
| 1981 | Bakit Bughaw ang Langit | Mejor actriz* |
| 1984 | Bulaklak ng City Jail   | Mejor actriz  |

Ciclo de crítica juvenil
| Año  | Título en el cine                 | Premio           |      |                                |                  |
| 1990 | Andrea, Paano Ba Maging Isang Ina | Mejor intérprete | 1991 | Ang Totoong Buhay ni Pacita M. | Mejor intérprete |
| 1993 | Inay                              | Best Performer   |      |                                |                  |
| 1995 | The Flor Contemplacion Story      | Mejor intérprete |      |                                |                  |